# Macrosiphum lisae
Macrosiphum lisae är en insektsart som beskrevs av Heie 1965. Macrosiphum lisae ingår i släktet Macrosiphum och familjen långrörsbladlöss. Enligt den finländska rödlistan är arten starkt hotad i Finland. Arten är reproducerande i Sverige. Artens livsmiljö är åsmoskogar. Inga underarter finns listade i Catalogue of Life.